# Gelu (soi de struguri)
Gelu (soi de viță de vie) este denumirea unui nou soi (omologat în 1999 și brevetat în 2004) de struguri timpurii de masă, obținut prin fecundarea liberă (semințe hibride iradiate cu raze x) a soiului Coarnă neagră. Soiul de masă Gelu prezintă interes pentru podgoriile și centrele viticole din partea de N-E a Moldovei (județele Iași, Vaslui, Botoșani), în vederea completării conveierului varietal pentru struguri de masă.

## Origine
A fost creat la Stațiunea de Cercetare Dezvoltare pentru Viticultură și Vinificație Iași in anul 1999, prin fecundarea liberă a soiului autohton Coarnă neagră a căror semințe hibride au fost iradiate cu raze X, autori Gheorghe Calistru și Doina Damian. Soiul Gelu este primul care maturează strugurii de culoare albastru-violet în podgoriile din N-E țării, diversificând sortimentul varietal de struguri pentru masă din zonele cu resurse termice reduse.

## Caracterele ampelografice
Dezmugurire peroasă, cu rozeta de culoare verde-roșcat. Frunzele tinere sunt galben-arămii și acoperite cu scame rare. Frunza adultă este mare (17-18 cm), glabră, pentalobată, de culoare verde închis cu limbul slab gofrat, revolut. Dinții sunt lungi, cu o margine concavă și una convexă. Lăstarul tânăr este viguros, verde, cu meritale mijlocii (10-12 cm) și perișori rari. Coardele sunt canelate, iar toamna capătă o culoare brun închis. Florile sunt hermafrodite normale, pe tipul 5, soiul fiind autofertil. Strugurii sunt mijlocii ca mărime (275-304 g), cilindro-conici, uniaxiali, bi sau triaripați, semicompacți (fig. 5.3). Bobul este de mărime mijlocie spre mare (4 g), eliptic, cu pielița de culoare albastru-violet, acoperită de pruină. Pulpa este necolorată, semicrocantă cu gust franc, plăcut armonios.

## Însușirile agrobiologice
Soiul Gelu are vigoare de creștere mijlocie spre mare, lăstarii fertili reprezintă 60-65%. Perioada de vegetație este mijlocie  165-176 zile, timp în care necesită 2850-3200 °C temperatură globală. Dezmugurește târziu începând cu data de 25.04-5.05, înflorește în perioada 10.06-18.06, pârga strugurilor începe devreme 22.07-30.07, iar maturarea deplină a strugurilor se realizează la sfârșitul lunii august începând cu data de 18 august, cu circa 15-17 zile înaintea soiului Chasselas doré. 

### Rezistențe biologice
Prezintă rezistență bună la ger (-20 °C...-22 °C) și secetă; este rezistent la putregaiul cenușiu al strugurilor, făinare, toleranță mijlocie la mană și antracnoză. 

## Însușirile agrotehnice
Soiul Gelu se comportă bine pe solurile fertile, însorite; are afinitate bună la altoire pe portaltoii Berlandieri × Rupestris 140 Ruggeri, Berlandieri × Riparia Selecția Crăciunel 2 și Berlandieri × Riparia Kober 5BB. Se pretează la forma de conducere semiînaltă în cordon bilateral cu tăieri în verigi de rod (cepi de 2-3 ochi + cordiță de 4-6 ochi), încărcătura la tăiere fiind în medie de 40-50 ochi pe butuc, respectiv 15-20 ochi/m2 . 

## Însușirile tehnologice
Maturarea strugurilor este semitimpurie, soiul încadrându-se în epoca a II- a - a III-a de maturare. Poate completa cu succes conveierul varietal al strugurilor de masă, acoperind golul ce apare de la maturarea soiurilor Perla de Csaba și Aromat de Iași, până la soiul Chasselas doré, îmbogățind și gama coloristică a soiurilor existente, destinate consumului în stare proaspătă. 
Realizează producții mari de struguri 22 t/ha, din care 92% reprezintă procentul de producție marfă. 
Conținutul în zaharuri estede 160 g/L, cu aciditatea totală a mustului de 5,5g/L H2SO4. Masa medie a unui bob este mare de circa 4 g. Strugurii sunt foarte aspectuoși, caracterizându-se prin durată lungă de conservare pe butuc. Se impune prin aspectul atrăgător al strugurilor, mărimea boabelor, gustul plăcut, semicrocant, durată lungă de conservare pe butuc (30-35 zile),rezistență la transport și la atacul putregaiului cenușiu al strugurilor.